# Jiří Lipták
Jiří Lipták (Brno, 30 de março de 1982) é um atirador esportivo tcheco, campeão olímpico.

## Carreira
Lipták participou dos Jogos Olímpicos de Verão de 2020 em Tóquio, onde participou da prova de fossa olímpica, conquistando a medalha de ouro ao se consagrar campeão em disputa desempate com o também tcheco David Kostelecký.